# 中標津町立中標津小学校
中標津町立中標津小学校（なかしべつちょうりつ なかしべつしょうがっこう）は、北海道標津郡中標津町にある公立小学校。

## 沿革
大正時代
- 大正2年 教育連合組合を組織し、中標津15線芦澤牧場内に教授場を設立。
- 大正5年 教授場を「中標津原野特別教授場」と改称。
- 大正8年 3月20日、中標津原野24線北6番地に特別教授場を設立決定。
- 大正9年 「河西別教授場」として開設。
- 大正13年 開陽尋常小学校所属となる。
- 大正15年 校舎改築（2教室）。

昭和時代
- 昭和2年 「中標津尋常小学校」として独立。初代校長飯田作太郎氏。
- 昭和5年 現在の中標津高等学校の地に新校舎建築。
- 昭和7年 実科農学校を併設し、校舎を増改築。
- 昭和9年 「中標津尋常高等小学校」と改称。
- 昭和16年 「中標津国民学校」と改称（国民学校令施行）。
- 昭和20年 高等科授業を停止。
- 昭和22年 「中標津小学校」と改称。
- 昭和27年 開校30周年記念式典を挙行。
- 昭和28年 学習指導研究指定校になる。
- 昭和35年 中標津高等学校と用地交換し、現在地に新校舎落成。開校40周年記念式典。
- 昭和44年 中標津東小学校が新設され、児童を分離移転。
- 昭和47年 当幌小学校が廃止され、本校に統合。特別教室（図工室・音楽室・視聴覚室）竣工。
- 昭和48年 屋内運動場および付属施設を新築落成。
- 昭和52年 協和小学校が廃止され、本校に統合。
- 昭和53年 豊岡小学校が廃止され、一部本校に統合。
- 昭和54年 開校60周年記念行事を挙行。
- 昭和57年 丸山小学校が新設され、児童を分離移転。
- 昭和63年 新校舎の建築起工。

平成時代
- 平成元年 開放型新校舎（低・高学年分離棟）完成。
- 平成2年 外溝施設・グラウンド造成工事完了。
- 平成3年 屋内体育館新築落成。開校70周年記念式典を挙行。
- 平成6年 北海道東方沖地震により被害を受けるが、校舎の建築被害はほぼ皆無。
- 平成8年 19学級から18学級へ変更。
- 平成9年 校内ごみ焼却処理を廃止し、ゴミ保管庫を設置。
- 平成10年 18学級から17学級へ変更。外壁改修工事実施。
- 平成11年 航空写真を撮影。
- 平成12年 開校80周年記念行事を挙行。沿革史掲示板を作成。
- 平成13年 特殊学級を設置。
- 平成14年 2学期制（前・後期制）導入。
- 平成15年 中標津町学校評議員制度施行に伴い、「中小サポート委員会」導入。
- 平成17年 根室管内教育実践論文奨励賞受賞。
- 平成18年 根室管内教育実践表彰受賞。
- 平成19年 根室管内教育実践論文奨励賞受賞。
- 平成20年 AED設置。釧新教育活動賞・管内教育実践論文成果実践賞受賞。
- 平成21年 管内教育実践論文成果奨励賞受賞。
- 平成22年 校旗新調。
- 平成23年～25年 管内教育実践論文成果奨励賞受賞。
- 平成26年 ミニ図書館「よもっと」開設。「ほっかいどう学力向上推進事業」開始。
- 平成27年～28年 「ほっかいどう学力向上推進事業」継続。
- 平成29年 学校運営協議会発足。「ふるさと教育・観光教育推進事業協力校」に指定。
- 平成30年 「中1ギャップ未然防止事業」開始。

令和時代
- 令和元年 開校100周年記念式典を挙行。二宮金次郎像を撤去。新型コロナウイルス感染症拡大防止のため臨時休業（2月27日～3月24日）。
- 令和2年 新型コロナウイルス感染症の影響で臨時休業（4月20日～5月17日）。二宮金次郎像を校内に再設置。
- 令和3年 暖房設備改修・トイレ洋式化工事実施。教員住宅撤去作業。新型コロナウイルス感染症陽性者発生に伴う臨時休業（9月6日～12日）。
- 令和4年 新型コロナウイルス感染症拡大防止のため臨時休業（4月14日～18日）。